# أولاد حمو (كرديد)
أولاد حمو هي إحدى مشيخات المملكة المغربية، تتبع جغرافيا لإقليم سيدي بنور وإداريًا لكرديد. يقدر عدد سكانها بـ 19051 نسمة حسب الإحصاء الرسمي للسكان والسكنى لسنة 2004.